# Săcelu, Gorj
Săcelu este satul de reședință al comunei cu același nume din județul Gorj, Oltenia, România.
Statiunea Sacelu este o statiune balneoclimaterica cu traditie din regiunea Olteniei, fiind situata intr-un cadru natural pitoresc al judetului Gorj, la o altitudine de aproximativ 340 metri, pe Valea Crasnei, o mica depresiune aflata intr-o zona subcarpatica dominata de dealuri domoale, foarte bine impadurite, la poalele Muntilor Parang.

## Vezi și
- Biserica de lemn din Săcelu

 Acest articol despre o localitate din județul Gorj este deocamdată un ciot. Puteți ajuta Wikipedia prin completarea lui.